# محمد قاسم باقرنژاد
محمدقاسم باقرنژاد (زادهٔ ۱۲۷۷ - درگذشتهٔ ۱۳۶۵) معروف به حاج قاسم معمار، معمار اهل تهران و ایران بود.

## زندگی
محمدقاسم در سال ۱۲۷۷ در تهران محله امام زاده یحیی، در خانواده ای مذهبی به دنیا آمد. دوران کودکی اش را در محله سقاخانه آینه (خیابان ظهیر الاسلام) گذراند. پدرش باقر معروف به استاد باقر معمار بود. سواد خواندن و نوشتن را در مکتب خانه آموخت. مسلط به قرائت، ترجمه و مفاهیم قرآن بود. از سنین کودکی با پدر سر کار می‌رفت و کار معماری را از دوست پدرش حاج کریم چیت ساز آموخت و راه پدر را پیش گرفت. در جوانی با جمعیت فداییان اسلام در ارتباط بود و به همین خاطر به زندان افتاد. بر رسم‌های فنی و گره کشی‌های اسلامی تسلط داشت. همین‌طور مسائل و مشکلات ساختمان سازی و معماری را حل می‌کرد. با حسین لرزاده رفاقت داشت و در پروژه‌هایی با او همکاری کرد. اجرای کارهای بنایی را بیشتر با حاج حسین بنا (رامی مقدم) انجام می‌داد. او فعالیت‌های کاری اش را، تا دهه ۶۰ شمسی ادامه داد. سرانجام به خاطر بیماری و کهولت سن مدتی خانه‌نشین شد و در اسفند ماه ۱۳۶۵ درگذشت.

## مسجد النبی نارمک
در دوران پهلوی عده ای از مذهبیون به این فکر افتادند که با کمک بازاریان و سرمایه داران مذهبی سالن‌های سینما را خریداری کنند و تبدیل به مسجد نمایند. در پی این تصمیم چند سینما در نقاط مختلف تهران از صاحبانش خریداری شد. از جمله این سینماها، سینما " مونت کارلو " واقع در میدان هفت حوض (نبوت فعلی) نارمک بود. سالن سینما را از فردی به نام دکتر آسانلو با مبلغ دو میلیون و هشتصد هزار تومان خریداری کردند. حاج آقا جلالی خمینی بعد از تحقیق از مراجع قم به ویژه سید احمد خوانساری، حاج قاسم معمار را به هیئت امنا برای ساخت مسجد معرفی می‌کند. هیئت امنا خریدار به خاطر نبود منبع مالی کافی برای تخریب سینما و از نو ساختن یک ساختمان جدید، می‌خواستند ساختمان فعلی را حفظ و آن را تبدیل به یک مسجد کنند. حاج قاسم بعد از بررسی بنا به این نتیجه رسید که ساختمان سینما تحمل بار یک گنبد بزرگ بر روی سقف خود را ندارد. اما قول ساخت دو مناره بلند را به هیئت امنا داد.

## مدینه الحاج
در دهه ۱۳۴۰ از طرف وزارت کشور هیئتی مأمور شدند که به عربستان سفر کنند؛ و در مورد ساخت مجموعه ای به نام مدینة الحاج در شهر مدینه تحقیق و بررسی کنند. قرار بود مدینة الحاج مکانی شود تا مشکلات زائران ایرانی را سامان دهد، و تمام حجاج ایرانی در این مکان استقرار یابند. وزرات کشور از محمدقاسم باقرنژاد به عنوان معمار اصلی پروژه دعوت کرد تا با هیئت بررسی به عربستان برود. بعد از سفر، حاج قاسم معمار تمام نقشه‌های پروژه را کشید و تحویل داد. مکان مورد نظر در عربستان خریداری شد و کار شروع شد اما در همان مرحله اولیه رها شد و هیچ وقت کامل نشد.

## ارتباط با فداییان اسلام
محمد قاسم در جوانی با جمعیت فداییان اسلام و سید مجتبی نواب صفوی از طریق جلسات آن‌ها آشنا شد. در اجتماعاتشان حضور پیدا می‌کرد و به دلیل داشتن وضع مالی مناسب به این جمعیت کمک مالی می‌کرد. هم چنین نواب صفوی را در سفرها به خصوص جلسات مخفی شهر محلات به خاطر داشتن خودرو همراهی می‌کرد. چند روز پیش از دستگیری نواب صفوی و یارانش، آن‌ها را در منزل خود پناه داد. پس از اینکه نواب دستگیر شد، به همراه بقیه هواداران و اعضای فداییان اسلام برای آزادی او و یارانش در مقابل زندان قصر دست به تحصن و اعتصاب زدند که این امر باعث بازداشت، محاکمه و در نتیجه به زندان افتادن او به مدت ۱۱ ماه به جرم عضویت در جمعیت فداییان اسلام شد.

## آثار
محمدقاسم باقرنژاد آثار زیادی در معماری از خود به جای گذاشته که بیشتر آن‌ها ساخت حسینیه و مسجد بوده. برخی از آثار مهم این معمار به شرح زیر است:
- ساخت آرامگاه فردوسی با همکاری حسین لرزاده
- ساخت سر در بانک شاهی (ایران و انگلیس یا تجارت فعلی) با همکاری حسین لرزاده
- برچیدن پایه‌های بزرگ حجره‌های بازار تهران
- بازسازی و مرمت مسجد بزازهای تهران
- طراحی و ساخت شبستان شمالی مسجد جمعه یا همان مسجد جامع بازار تهران
- حفظ و ترمیم سقف مجلس شورای ملی پس از آتش‌سوزی با همکاری حسین لرزاده
- ترمیم و اصلاح گنبد مسجد جامع نارمک تهران
- طراحی و ساخت مسجد النبی میدان هفت حوض تهران
- طراحی و ساخت مقرنس کاری‌های مسجد بالاسر (حرم معصومه) قم
- طراحی و ساخت مسجد امام حسن مجتبی چهار راه سیروس تهران
- طراحی و ساخت مسجد امام رضا فریدون کنار
- طراحی و ساخت حسینیه همدانی‌ها تهران
- طراحی و ساخت حسینیه احمدیه تهران
- طراحی و ساخت مسجد امیرالمؤمنین خیابان آیت الله یثربی کاشان
- طراحی و ساخت مسجدی در روستای فرنق به درخواست میرزا خلیل کمره‌ای[۴][۵][۸][۹]

## نگارخانه

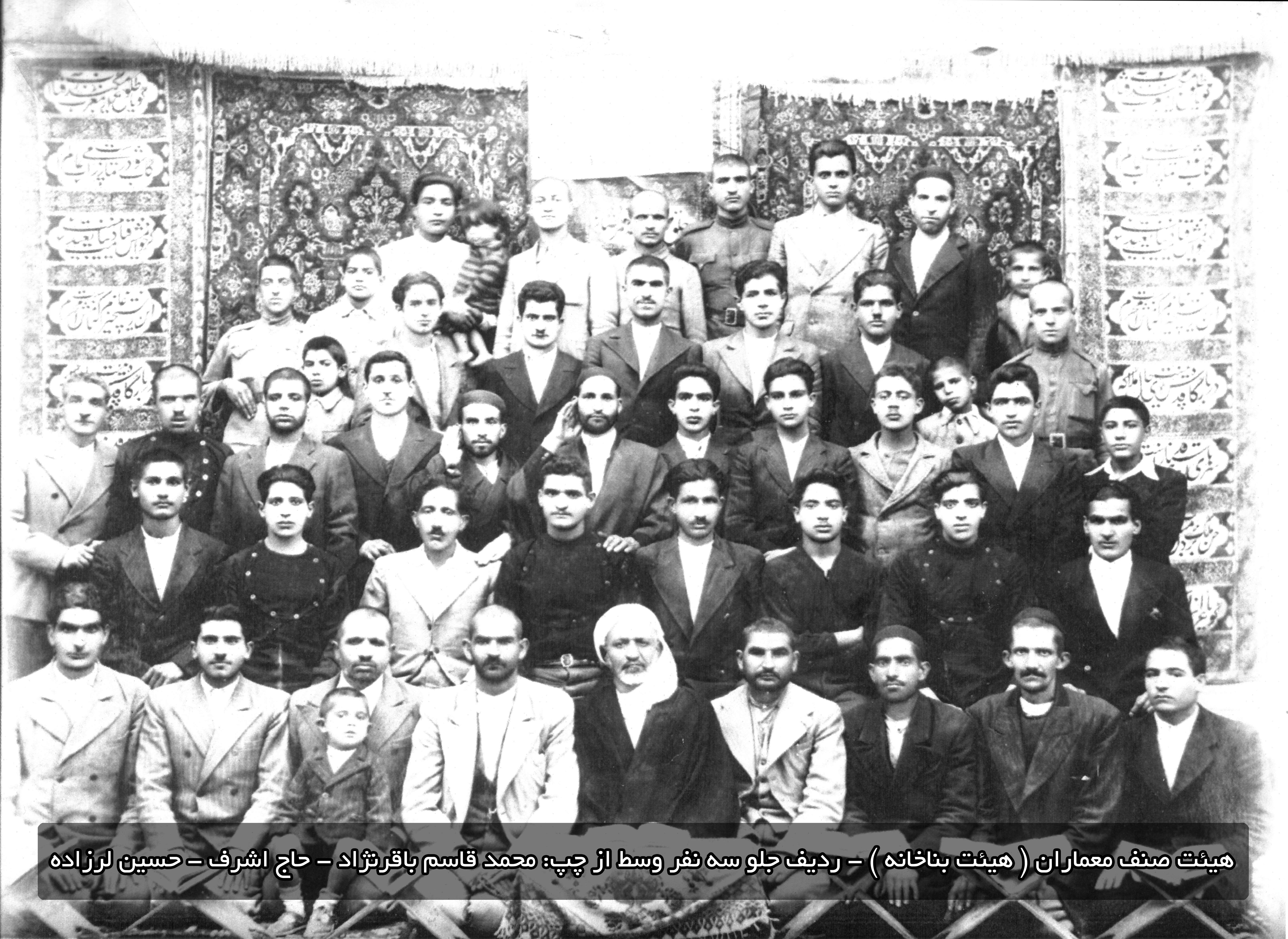
محمد قاسم باقرنژاد و حسین لرزاده - هیئت صنف معماران تهران ( هیئت بناخانه )
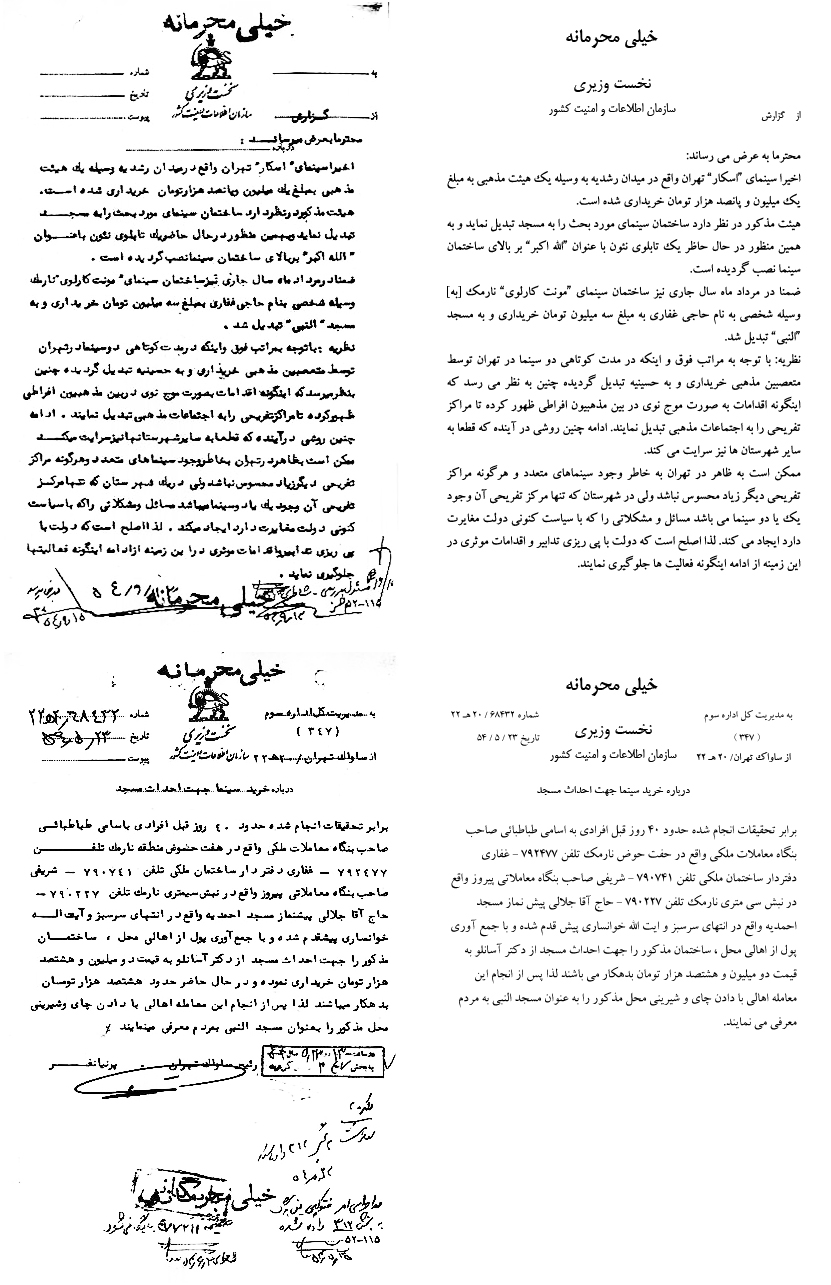
خرید و ساخت مسجد النبی
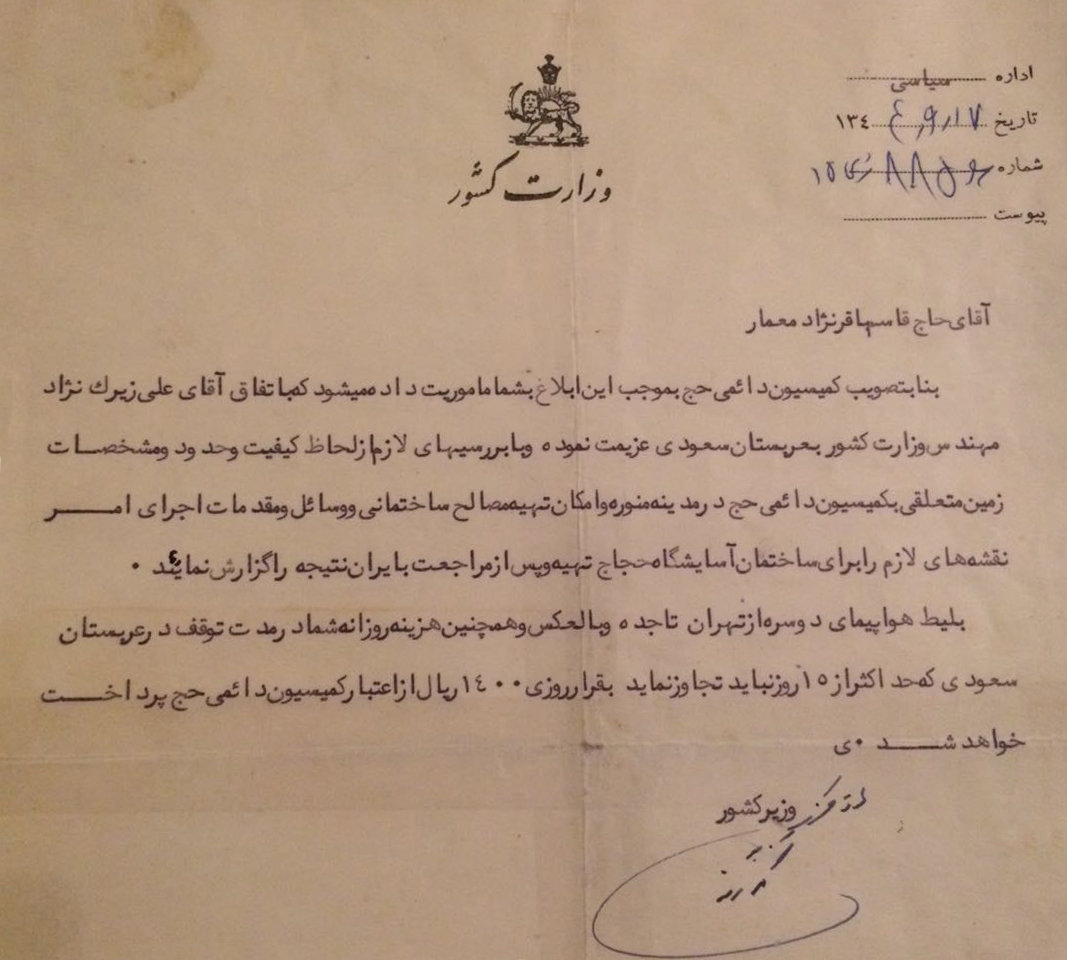
برگه مأموریت به محمدقاسم باقرنژاد برای ساخت مدینة الحاج
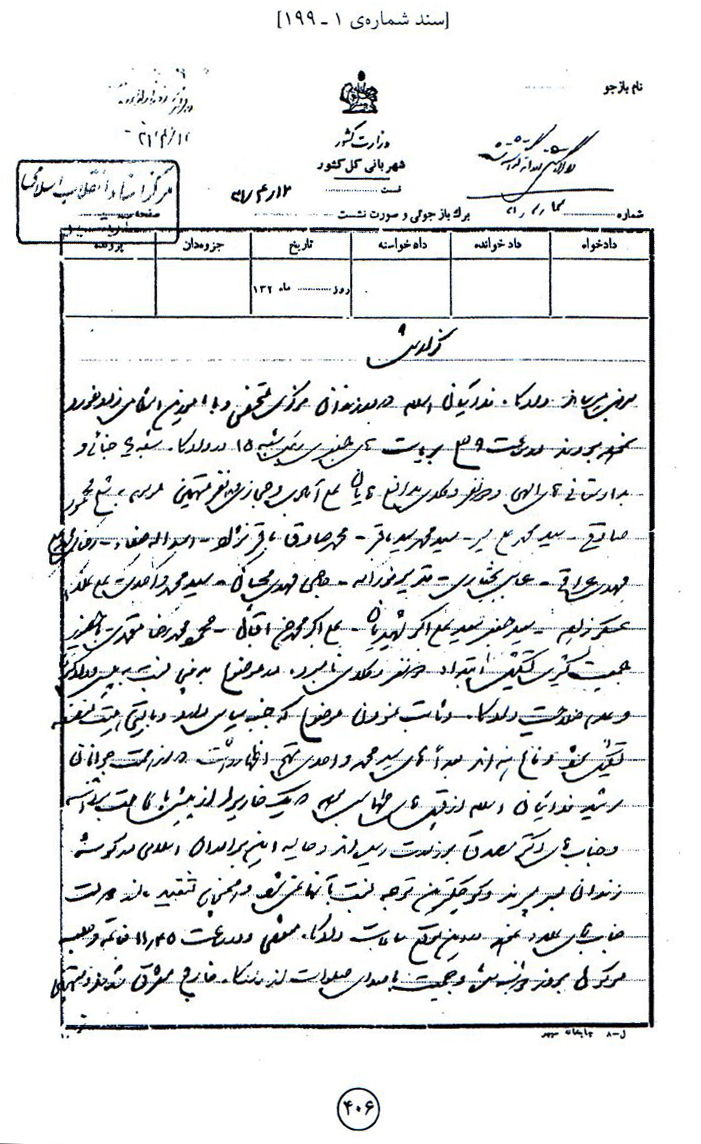
گزارش دادگاه تحصن کنندگان مقابل زندان قصر برای آزادی نواب صفوی - محمدقاسم در این سند به اشتباه محمدصادق نوشته شده